# NGC 140
NGC 140 é uma galáxia espiral localizada na direcção da constelação de Andromeda. Possui uma declinação de +30° 47' 31" e uma ascensão recta de 0 horas, 31 minutos e 20,4 segundos.
A galáxia NGC 140 foi descoberta em 5 de Novembro de 1882 por Édouard Jean-Marie Stephan.